# Prosthechea brassavolae
Prosthechea brassavolae  es una orquídea epífita originaria de América.  

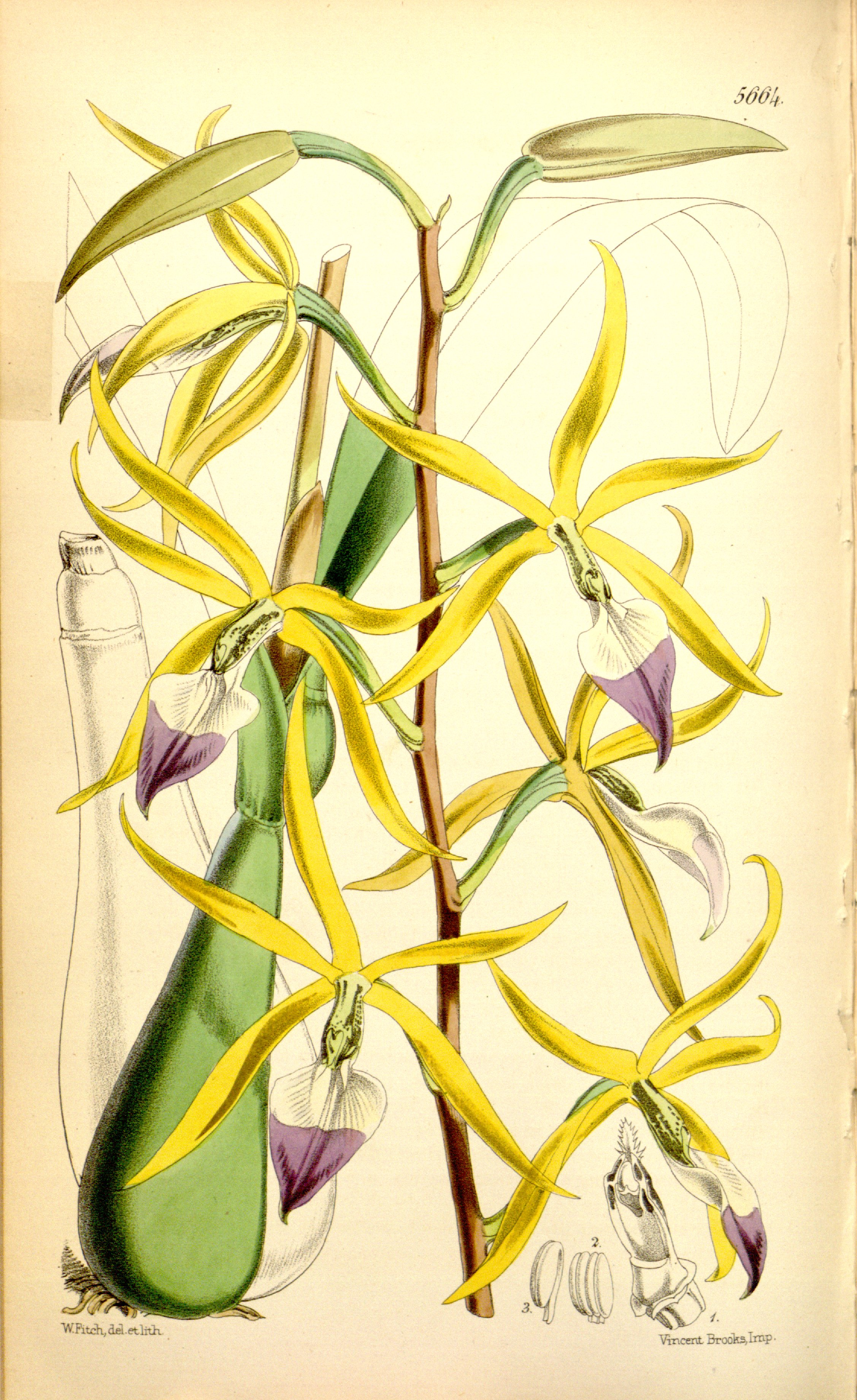
Ilustración

## Descripción
Es una orquídea de tamaño medio, con hábitos de epifita y con pseudobulbos laxamente agrupados y hasta bastante espaciados, fusiformes a más o menos ovoide-estipitados, de hasta 18 cm de largo y 5 cm de ancho, algo comprimidos, alargados, surcados, cuando jóvenes parcialmente cubiertos por vainas pálidas y escariosas, 2-foliados. Hojas 20 cm de largo y 4.5 cm de ancho, obtusas, coriáceas, la haz verde obscura, el envés más claro. Inflorescencia 25 cm de largo, espata 6 cm de largo, con 3–8 (algunas con hasta 15 o 20) flores amarillo-verdosas con labelo blanco con el ápice rojo-violeta, callos blancos; sépalos 35–45 mm de largo y 3.5–6 mm de ancho, bordes algo reflexos; pétalos 35–40 mm de largo y 2–5 mm de ancho, bordes reflexos; labelo ovado, 35 mm de largo y 12 mm de ancho, simple, ápice acuminado, con una uña larga de 10 mm de largo, el disco con 2 callos elevados y dirigidos hacia adentro, con una carina hasta el ápice; columna encorvada, 11 mm de largo, 3-dentada en el ápice, con el diente medio más largo, bordes laciniados, dientes laterales purpúreos, verde obscura con manchas purpúreas; ovario 25 mm de largo, pedicelado. Las flores  emiten un perfume especiado similar al olor del clavo de olor o la nuez moscada, durante la noche.

## Distribución y hábitat
Se encuentra desde México a Nicaragua y Costa Rica en altitudes de 900 a 2.500 metros en los bosque de pino roble húmedo y bosque siempre verde en las ramas más grandes y troncos de árboles y  como litofita de tamaño mediano.

## Taxonomía
Prosthechea brassavolae fue descrito por (Rchb.f.) W.E.Higgins y publicado en Phytologia 82(5): 376. 1997[1998].
Etimología
Prosthechea: nombre genérico que deriva de las palabras griegas: prostheke (apéndice), en referencia al apéndice en la parte posterior de la columna.
brassavolae: epíteto que se refiere a la similitud de su flor con la del género Brassavola.
Sinonimia
- Encyclia brassavolae (Rchb.f.) Dressler
- Epidendrum brassavolae Rchb.f.
- Panarica brassavolae (Rchb.f.) Withner & P.A.Harding
- Pseudencyclia brassavolae (Rchb.f.) V.P.Castro & Chiron	[3][4]